# Urszula Nałęcz
Urszula Teresa Nałęcz, siostra Rafaela FSK (ur. 12 października 1934 roku w Warszawie, zm. 24 czerwca 2016 w Kigali w Rwandzie) – polska zakonnica (franciszkanka), misjonarka.

## Życiorys
W 1954 roku wstąpiła do Zgromadzenia Sióstr Franciszkanek Służebnic Krzyża, śluby wieczyste złożyła w 1963 roku. Była wieloletnim pracownikiem Ośrodka Szkolno-Wychowawczego w Laskach, pracowała również w duszpasterstwie powołań. Była współpracownikiem Prymasowskiego Komitetu Pomocy Osobom Pozbawionym Wolności i ich Rodzinom. W lipcu 1989 roku wyjechała na siedem lat do Indii, gdzie zajmowała się tworzeniem ośrodka dla dzieci. Po powrocie do kraju była odpowiedzialna za budowę kaplicy w szkole dla niewidomych w Rabce oraz domu rekolekcyjnego w Laskach. Od 2002 roku kierowała ośrodkiem dla niewidomych dzieci w Siloe (RPA), a od 2006 roku tworzyła, a następnie kierowała ośrodkiem w Kibeho (Rwanda).
W 2009 roku została odznaczona Odznaką Honorowa Bene Merito. W 2011 roku odznaczona została Krzyżem Oficerskim Orderu Odrodzenia Polski oraz nagrodą „Pontifici – Budowniczemu Mostów”, przyznawaną przez Klub Inteligencji Katolickiej w Warszawie.